# شم النسيم
شم النسيم هو تقليد مصري قديم وعطلة وطنية مصرية بمناسبة بداية فصل الربيع. حيث نشأ من مهرجان "شمو" المصري القديم والذي أعبروه المصريون القدماء (بداية الحياة) وكان يتم الاحتفال به عند الانقلاب الربيعي في 11 برمودة من التقويم المصري.
ولكن يتم الاحتفال بشم النسيم دائما في اليوم التالي لعيد الفصح المسيحي الشرقي (اتباعا لتقاليد أكبر طائفة مسيحية في البلاد، القبطية الأرثوذكسية) وعلى الرغم من موعده المرتبط بالمسيحية، يعد شم النسيم عطلة يحتفل بها المصريون من كل الأديان، لذلك فهو يعتبر مهرجان وطني وليس ديني، وتقليد مصري منذ القدم.
تم الاحتفال بهذا المهرجان على المستوى الوطني من قبل جميع المصريين منذ العصور المصرية القديمة، حيث كانت مرتبطة بالخلفية الزراعية عند قدماء المصريين، والتي نشأت من شمو.
يحتفل المصريون كل عام بشم النسيم بالتنزه في المساحات الخضراء أو الحدائق العامة أو على النيل، ويتم تناول أكلات مميزة مثل الفسيخ أو الرنجة المدخنة والخس والبصل الأخضر، الترمس والبيض المسلوق الملون.

## أصوله
بحسب بعض باحثي الآثار المصريين أن القدماء المصريين يعتقدون أن يوم شم النسيم هو بدء خلق العالم ولقد سجل على جدران المعابد أن المعبود رع يقوم في ذلك اليوم بالمرور في سماء مصر داخل سفينته المقدسة ويرسو فوق قمة الهرم الأكبر وعند الغروب يبدأ رحلته عائدًا للأرض صابغًا الأفق باللون الأحمر رمزًا لدماء الحياة الذى يبثها من أنفاسه إلى الأرض معلنًا موت المعبود (ست) إله الشر.
وأضاف أن المصري القديم عرف ٤ فصول وليس ٣ كما يشاع، / شمو / وهو الصيف، و/حن شمو أي ح نشم وهو الربيع، وبرد أو برت أو أرجوف أي أرجف وهو الشتاء، وأخت أوحنفرو وهو الخريف، وبالتالي فإن شمو هو فصل الصيف وحن شمو هو فصل الربيع المقصود.
شم النسيم لا علاقة له بأي دين فهو عيد مصري قديم احتفل به قدماء المصريين منذ عام 2700 قبل الميلاد حيث تتجدد الحياة وكانت السنة عندهم تبدأ بعد اكتمال القمر الذى يقع عند الانقلاب الربيعي في 11 برمودة (باراحاموت بالهيروغليفية) وأن علاقة شم النسيم باليهودية والمسيحية مجرد صدفة وأنه بعد دخول المسيحية مصر تمّ ترحيل هذا العيد إلى ما بعد عيد القيامة حتى يتمكّن المسيحيون من الاحتفال به بأكل السمك والفسيخ نظرًا لأن فترة الصوم الكبير لدى الأقباط يمتنعون خلالها عن أكل السمك أو اللحوم أو البيض أو الألبان.
وينوه الدكتور ريحان إلى دراسة أثرية للباحث الآثاري عماد مهدى تقدم تفسيرًا جديدًا لأصل تسمية شم النسيم بأنها كلمة مصرية قديمة خالصة مرت بتطور عبر الزمن وكتبت في مصر القديمة ( شم – سم ) ثم نطقت في القبطية ( شوم سيم ) حتى وصلت إلينا شم النسيم مستندًا على تفسير حرف (ش) في اللغة المصرية القديمة والتي تكتب بشكل مستطيل يرمز الى بركة المياه التي تتوسط الحدائق وكلمة (شم) تعنى أخرج أو أنزل أو تحرك وتم ربط مخصص أسفله لقدم إنسان مما تفيد الخروج إلى البركة.
وكلمة ( سم ) تعنى نباتات أو بستان ورسم المخصص للكلمة حزمة من النباتات مما يتوافق مع اهتمام المصرى القديم بالحدائق والزهور وتصويرها على جدران المقابر مثل مقبرة الكاتب نب أمون من تصوير أزهار اللوتس طافية على سطح الماء لبحيرة تتوسط حديقة بها أسماك ويحيط بالبحيرة شجر الجميز والدوم والتين الشوكي والنخيل
وعرفت مصر القديمة مهنة كبير البستانيين ومنسق الزهور المقدسة وهو (مين نخت) الذى عاش في عهد الملك أمنحتب الثالث وكان يدعى بستاني القرابين المقدسة لآمون كما صور في مقبرته بطيبة أجمل باقات الزهور المصرية وهو أكبر مشتل زهور مصور في الآثار المصرية.

## التاريخ

### مصر القديمة
احتفل المصريون بشم النسيم لأول مرة خلال العصر المصري القديم (حوالي 2700 قبل الميلاد) واستمروا في الاحتفال به خلال العصر البطلمي والعصر الروماني والعصور الوسطى وحتى يومنا هذا. وفقًا للسجلات التي كتبها فلوطرخس خلال القرن الأول الميلادي، اعتاد المصريون القدماء تقديم الأسماك المملحة والخس والبصل لآلهتهم خلال عيد الربيع المعروف باسم شمو (المصرية القديمة: šmw).

### ثبات العيد بعد تنصير مصر
بعد تنصير مصر أصبح الإحتفال مرتبطًا بمهرجان الربيع المسيحي الآخر عيد الفصح. بمرور الوقت تحول شمو (بالقبطية: Ϭⲱⲙ ̀ⲛⲛⲓⲥⲓⲙ) إلى شكله الحالي وتاريخه الحالي. يتم تحديد تاريخ عيد الفصح، وبالتالي يوم إثنين الفصح، وفقًا لطريقة الحساب المسيحية الشرقية التي تستخدمها الكنيسة القبطية الأرثوذكسية، وهي أكبر طائفة مسيحية في البلاد.

### مصر بعد دخول الإسلام
لقد لعب المصريون المسيحيون بلا شك دورًا في الحفاظ على المهرجان من خلال وكالتهم الثقافية، والتي كانت محدودة جدًا بعد اعتناق الإسلام في مصر، لكن لا يمكن اعتبار ذلك سببًا في احتفال المصريين المسلمين جماعياً بالعيد. بالضبط نفس تقاليد الاحتفالات المصرية القديمة، بالإضافة إلى أنه إذا كان المصريون المسلمون ينظرون إلى المهرجان على أنه من أصول مسيحية أو يحتفل به المسيحيون فقط، لكانوا قد توقفوا عن الاحتفال به.

## رمزيات مأكولات شم النسيم
ومن المأثورات الشعبية القديمة كان البصل كان ضمن أطعمة عيد شم النسيم منذ أواسط الأسرة السادسة وارتبط ظهوره بما ورد في إحدى أساطير منف القديمة أن أحد ملوك مصر القديمة كان له طفل وحيد وكان محبوبًا من الشعب وقد أصيب بمرض غامض أقعده عن الحركة وعجز الأطباء والكهنة والسحرة عن علاجه ولازم الفراش عدة سنوات واستدعى الملك لعلاج الطفل الكاهن الأكبر لمعبد آمون فنسب مرضه إلى وجود أرواح شريرة تسيطر عليه وتشل حركته بفعل السحر وأمر الكاهن بوضع ثمرة ناضجة من ثمار البصل تحت رأس الطفل في فراشه عند غروب الشمس بعد أن قرأ عليها بعض التعاويذ ثم شقها عند شروق الشمس ووضعها فوق أنفه ليستنشق عصيرها.
وطلب الكاهن منهم تعليق حزم من أعواد البصل الطازج فوق السرير وعلى أبواب الغرفة وبوابات القصر لطرد الأرواح الشريرة وشفى الطفل وأقام الملك الأفراح في القصر لأطفال المدينة ولما حل عيد شم النسيم بعد أفراح القصر بعدة أيام قام الملك وعائلته وكبار رجال الدولة بمشاركة الناس في العيد وتعليق حزم البصل على أبواب دورهم.
ويعد البيض الملون والذى أطلق عليه الأوروبيون بيض الشرق يرمز إلى خلق الحياة كما ورد في متون كتاب الموتى وأناشيد أخناتون "الله وحده لا شريك له خلق الحياة من الجماد فأخرج الكتكوت من البيضة"، ونقش البيض وزخرفته ارتبط بعادة قدماء المصريين نقش الدعوات والأمنيات على البيض ثم يعلق في أشجار الحدائق لتحقيق الأمنيات مع الشروق، وكان الفسيخ (السمك المملح) من بين الأطعمة التقليدية في شم النسيم منذ الأسرة الخامسة عندما بدأ الاهتمام بتقديس النيل نهر الحياة حيث ورد في متونه المقدسة أن الحياة في الأرض بدأت في الماء ويعبر عنها بالسمك الذى تحمله مياه النيل من الجنة حيث ينبع حسب المعتقد المصرى القديم.
وذكر المؤرخ الإغريقي هيرودوت أن قدماء المصريين كانوا يأكلون السمك المملح في أعيادهم ويرون أن أكله مفيد في وقت معين من السنة وكانوا يفضلون نوعًا معينًا لتمليحه وحفظه للعيد أطلقوا عليه اسم (بور) وهو الاسم الذى حور في اللغة القبطية إلى (يور) وما زال يطلق عليه حتى الآن
وأشار الباحثين إلى أن الخس عرف منذ الأسرة الرابعة وكان يقدم في سلال القرابين وعلى موائد الاحتفال بالعيد وكان يسمى بالهيروغليفية (حب) كما اعتبره المصريون القدماء من النباتات المقدسة الخاصة بالمعبود (من) إله التناسل ويوجد رسمه منقوشًا دائمًا تحت أقدام المعبود (من) في معابده ورسومه، وأمّا الملانة وهى ثمرة الحمص الأخضر أطلق عليها (حور – بيك) أى رأس الصقر لشكل الثمرة التى تشبه رأس حور الصقر المقدس وقد ذكر الخس والملانة في البرديات الطبية وكانت الفتيات يصنعن من حبات الملانة الخضراء عقودًا وأساور يتزين بها في الاحتفالات بالعيد كما يقمن باستعمالها في زينة الحوائط ونوافذ المنازل في الحفلات المنـزلية.

وكان من بين تقاليد شم النسيم المصرية القديمة التزين بعقود زهور الياسمين وهو محرف من الاسم المصري (ياسمون) وكانوا يصفون الياسمين بأنه عطر الطبيعة التي تستقبل به الربيع وكانوا يستخرجون منه في موسم الربيع عطور الزينة وزيت البخور الذى يقدم ضمن قرابين المعابد عند الاحتفال بالعيد.

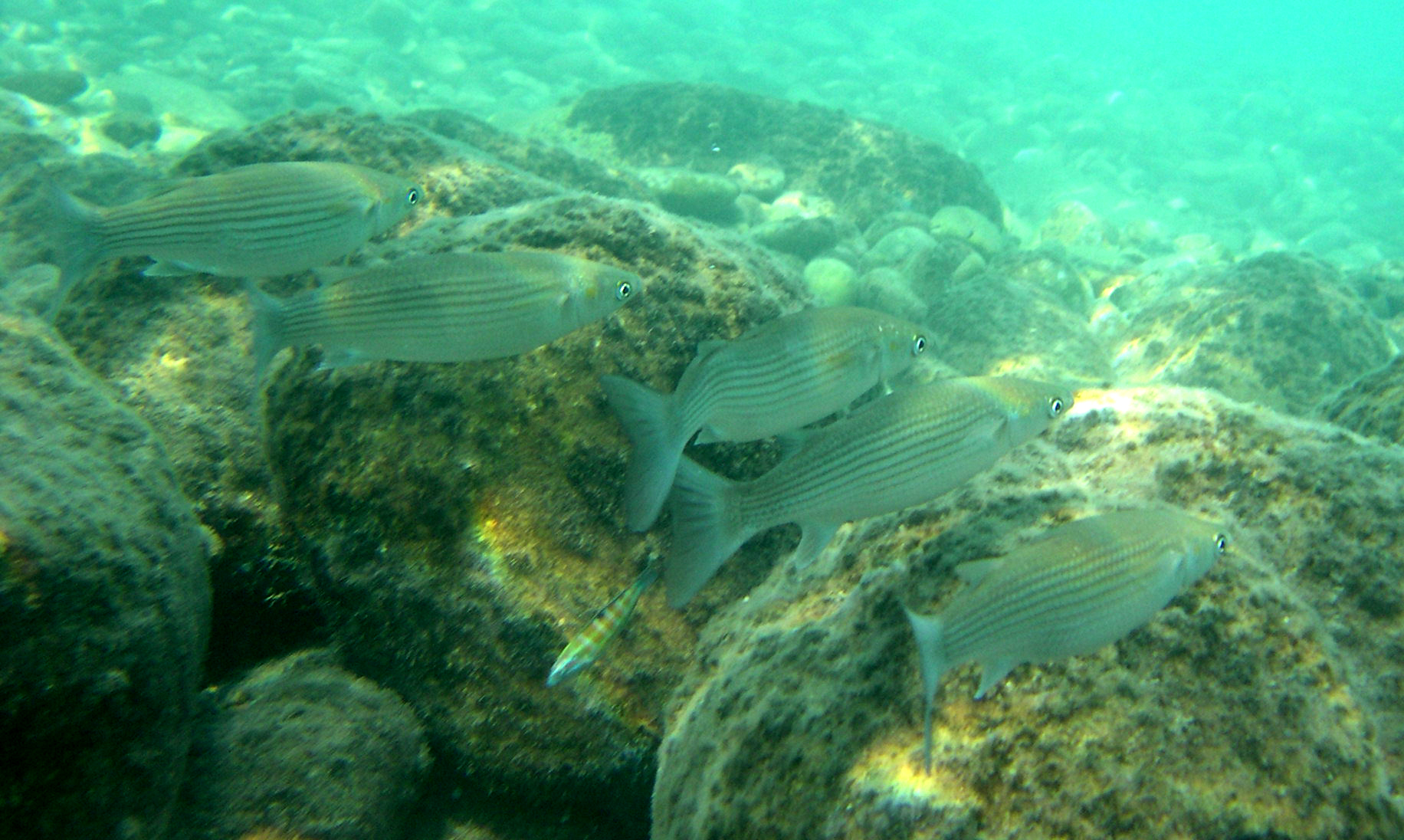
سمك البوري الذي يصنع منه الفسيخ.